# Swartbooi (Clan)
Die Swartbooi (Afrikaans für schwarze Jungs), eigentlich ǁKhau-ǀgõanKlicklaut (für Kinder der Roten Nation), selten auch Swartbooi-Nama, sind ein Clan der Nama.
Sie bilden eine anerkannte traditionelle Gemeinschaft, die von einem traditionellen Führer, dem Kaptein (seit 1986 Daniel Luipert), mit Sitz in Fransfontein im Nordwesten Namibias angeführt wird. Die Swartboois sind eng mit der Roten Nation verbunden.

## Geschichte
Die verschiedenen Nama-Clans, darunter auch die Swartbooi, wurden Ende des 17. Jahrhunderts von Kaptein Hâb vereint. Zwischen 1725 und 1740 kam es unter Kaptein ǁKhaub gaibǁKhomab zum Bruch der Swartbooi mit der Roten Nation. Zu dieser Zeit verließen die Swartbooi Hoachanas und siedelten in ǀAnhes, das später als Rehoboth bekannt wurde. Die Swartbooi waren den deutschen Missionaren eng verbunden.
Während der deutschen Kolonialzeit als Deutsch-Südwestafrika Ende des 19. Jahrhunderts spielten die Swartbooi eine wichtige wirtschaftliche Rolle. So schlossen sie diverse Verträge mit der deutschen Verwaltung, vor allem zu Bergbaurechten. 1897/98 kam es zum Kampf der Swartbooi mit der Schutztruppe für Deutsch-Südwestafrika.